# 鏡里喜代治
鏡里 喜代治（かがみさと きよじ、1923年4月30日 - 2004年2月29日）は、青森県三戸郡斗川村（現・三戸町）出身で時津風部屋（入門時は粂川部屋）に所属した大相撲力士。第42代横綱。本名は奥山 喜世治（おくやま きよじ）。

## 来歴

### 入門前
1923年に青森県三戸郡斗川村（現・三戸町）で農家を営む家庭の三男として生まれる。出生時は体重が8000gにもなる大変な怪童で、地元ではすぐに評判となった。早くに父親を亡くしてからは母親の家業を手伝っていたが、評判を聞いた同郷の元大関である粂川から熱心に勧誘され入門、1941年1月場所で粂川部屋から初土俵を踏んだ。鏡里の四股名は粂川の現役名「鏡岩」に由来する。入門前には粂川の使いが「東京見物へ」と旅費30円（現在の10万円に相当）を強引に渡したため、それを返済しに母と共に部屋に向かうと大いに喜んだ粂川の熱心な説得と母子への丁重なもてなしが待っており、これが入門の決め手となった。故郷には大相撲に進んだものの中途半端でやめて帰って、それで正業に就かず田舎相撲を取って暮らしていた人物が多く、それを目の当たりにしていた両親や親戚がいたため、もし奥山が相撲を取ってもそのような末路をたどるのではないかと親族から反対されていた。入門の際、家族からは「いや、喜代治が相撲になって、三日も我慢できるか」などといわれたが、中途半端なまま辞めて帰ってくると家族などに顔向けできないため必死で相撲に励もうと決意した。

### 応召～打倒東富士
新弟子検査の際、不動岩や東海の体格を見て、「これはとても駄目だ」と自信を失った。新弟子時代は部屋の弟子数が25、26人程度であったが、鏡里が入門当時の粂川部屋は「南部部屋」と言われるほど粂川親方や鏡里と同郷である南部地方出身が多かったため、兄弟子たちに可愛がられ心強かったという。
1942年に双葉山相撲道場が発足した際に、粂川が鏡里を含む弟子全員を双葉山に譲ったために粂川部屋から双葉山相撲道場へ移籍した。1943年（昭和18年）5月には、荒汐部屋、甲山部屋、二十山部屋が双葉山相撲道場に糾合されたので、一遍に弟子が50人程度になった。移籍直後の1944年9月に応召されて弘前第69連隊に入隊したが、当時の風潮があったにせよ、鏡里にとって戦地で殉死して靖国神社に祀られるのは憧れであったという。ある日に呼ばれて双葉山 - 東富士欽壹戦の実況放送を聞かせてくれたが、この取組で師匠となった双葉山が敗れたのを聞いて、涙を流しながら「打倒東冨士」を誓った。終戦後、敗戦の影響で相撲人気が低迷し、角界の存続も危ぶまれた状況であったので、一度は30人程度にまで部屋の力士の数が減っていた。1947年に弟弟子の双ツ龍が入門した当初は40人はいなかったという。1956年には既に没していた八ツ鏡という力士とは思い出があり、ある時「稽古してやるから来い」と言われて土俵に上がったら最初は負けてくれたが、いい気持ちで稽古をしているとだんだんと八ツ鏡は本気になり、その強さに鏡里は嫌になってしまったという。海州山という三段目の力士は鏡里が角界入りして初めて稽古相手をしてくれた相手であり、新弟子時代には歯が立たなかったと振り返りつつも、1956年の時点では未だに三段目に留まっていながら「自分は三段目で十数年も取っているのだぞ」と自慢している海州山の話を笑いながらしていた。付け人としては12代時津風を担当したが、関取になると大内山を付け人にした。部屋の力士が多い時期には人数的にも三番稽古を行う余裕はなかったため、飛び付き形式の申し合いで若い衆は稽古を積んでいた。入門したばかりはとにかく押すように指導された。

### 大関昇進
1949年10月場所は前頭筆頭まで番付を上げ、東富士欽壹から金星を挙げて恩を返す。この場所は12勝3敗の好成績で、三賞制定後初の複数受賞（殊勲賞・敢闘賞）で1950年1月場所から関脇へ昇進。1950年5月場所から翌1951年1月場所に駆けて9勝、8勝、11勝という成績を挙げ、大関へ昇進した。1950年代から1970年代にかけて一応の目安として「直前3場所合計30勝前後」という昇進基準が存在していたが、その中でも3場所合計28勝という成績での昇進は非常に幸運なケースと言える。

### 横綱昇進

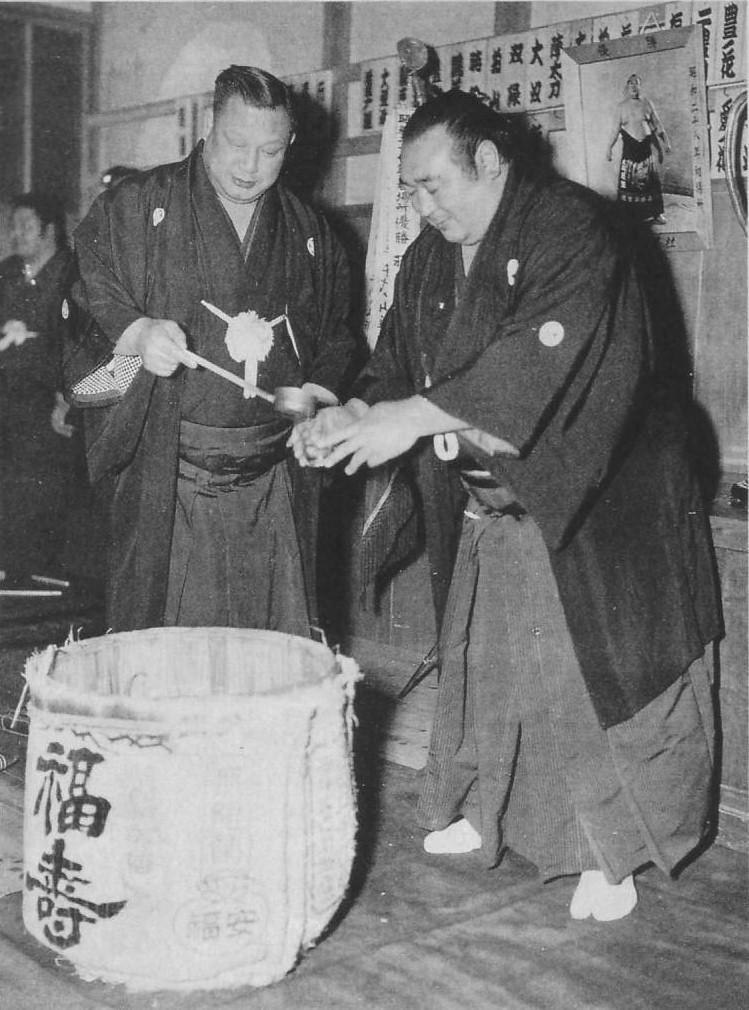
1953年初場所で優勝し、時津風（左）に祝い酒を振る舞われる鏡里（1953年1月26日）

1953年1月場所を14勝1敗で初優勝を果たしたことで場所後の理事会および番付編成会議で横綱推薦が決まったが、このとき横綱審議委員会が開催されなかったために横綱昇進はいったん持ち越しとなった。理事会直後に協会役員が横審委員を個別に訪問して意向を伺ったが、全委員が「個人的に賛否はいえない。審議会を開いたうえで回答したい」と答えたため、「相撲史始まって以来の不手際」「審議会をナメた」と協会が批判された。理事会から2日後に開催された緊急の横審では時期尚早論が出て賛否が分かれたが、大関としての成績と横綱としての将来性を評価し、結果としては横審も鏡里の横綱昇進を認めた。
番付上、鏡里が昇進すると5横綱という非常にバランスの悪い状態となることを察知した照國萬藏が1月場所14日目に引退を表明したが、羽黒山政司・東冨士・千代の山雅信・鏡里・照國の5横綱が並んでいる写真が存在する。横綱土俵入りは双葉山直伝だが、幕下時代に膝の故障の影響もあって双葉山の完全再現とはいかなかったものの、土俵入りは「動く錦絵」と呼ばれて人気が高かった。吉葉山潤之輔との取組は、明治時代後期に「梅常陸時代」と呼ばれ、相撲黄金期を築いた梅ヶ谷藤太郎‐常陸山谷右エ門の対決を彷彿とさせた。
1955年9月場所、1956年1月場所と連覇を果たし、同年9月場所にも優勝を果たす。1956年1月場所千秋楽の鶴ヶ嶺との優勝決定戦では、右四つから頭を付け、寄り立ててきた鶴ヶ嶺に対し、鏡里は後退しながら左上手を取って反撃、上手投げから向正面へ寄り切った。4回の優勝は全て14勝1敗で、「次こそは全勝優勝を」と言っていたが最後まで果たせなかった。それでも千代の山・吉葉山・栃錦清隆・若乃花幹士といった上位陣との対戦はいずれも勝ち越しており、実力のあるところを証明している。

### 現役引退
1958年1月場所の中日で吉葉山潤之輔が引退すると、この場所で5勝3敗と不振だった鏡里へマスコミが殺到した。鏡里は「横綱の責任を果たせなければ辞める」と発言したところ、朝日新聞の記者から「責任とは具体的にどういうことか?」と聞き返されたため、「10番勝てない時だ」とうっかり発言してしまった。鏡里は結局13日目に敗れて6敗となり、目標と語った10勝は不可能になったが、残りは勝利して9勝6敗として留まった。周囲からはまだ取れるとの声も多かったが、中日でうっかり発言した通り場所後に引退を表明し、一代年寄「鏡里」を襲名して後進の指導に当たる。その後は粂川、のちに立田川の名跡を襲名した。

### 引退後・晩年
1968年12月16日に時津風が亡くなると一時的に時津風を襲名したが、翌年一月場所後に先代の遺志が先代夫人から伝えられ、引退間もない錦島が時津風を継承、自らは再び立田川に戻った。その2年後、亡き師匠の三回忌法要が自分たちに知らされないまま既に執り行われていたのを知って一門の11代井筒に相談、立田山・二十山を含む年寄4名を連れて立田川部屋を創立して独立した。最初は関取が育たずに部屋消滅の危機もあったが、停年退職直前に森乃里治重を関取に昇進させて危機を回避させた。
日本相撲協会では、引退から2年後の1960年から理事に就任、福岡場所部長等を務めていたが、後述の脳梗塞で倒れた影響で、1978年の役員改選で役員待遇に退き、そのまま停年まで務めた。
1983年4月に満60歳を迎えたが、その数年前に脳梗塞で倒れ、一命は取り留めたがその影響で暫くリハビリに専念中のため、還暦土俵入りは行われなかった。但し赤い綱は受け取っており、誕生日の当日は赤色の羽織を着用して祝った。それから5年後の1988年4月に日本相撲協会を元横綱としては初めて停年退職し、その後は両国でマンション「かがみキャッスル」を経営したほか、「鏡里一代」を著した。
2003年4月、80歳の誕生日を迎えたとき、傘寿祝いに「次の目標は?」との問いに対し「次は88歳の米寿」と答えた。三戸町では青森県初の横綱として名誉町民の表彰を受けた。本人は梅ヶ谷藤太郎 (初代)の最高齢記録である、83歳3ヶ月の更新を目指していたが、残り2年5ヶ月の2004年2月29日、80歳10ヶ月で死去。鏡里が亡くなった事で、大正生まれの横綱経験者は全て鬼籍に入った。なお横綱としては初代梅ヶ谷に次いで、当時は史上第2位の最高齢だった。なお2024年現在は、第1位・初代梅ヶ谷（83歳3ヶ月、1928年6月死去）、第2位・栃ノ海晃嘉（82歳10ヶ月、2021年1月死去）第3位・北の富士勝昭（82歳7ヶ月、2024年11月死去）、第4位・若乃花幹士 (初代)（82歳5ヶ月、2010年9月死去）に続いて史上第5位。因みに栃ノ海と初代若乃花は、鏡里同様に青森県出身である。
墓所はさいたま市西区三橋の青葉園。

## 人物
初めは突っ張って前に出て、残されれば左1本差しで寄る速攻の取り口だったが、幕下時代に不動岩三男との稽古で左膝を負傷した。再起を危ぶまれたが奇跡的に回復し、その後は右四つに組み止める取り口に変わった。東富士欽壹にはよく稽古を付けられていたが、応召中に双葉山が東冨士に敗れるのを知ると、打倒東冨士を誓った。
右四つ得意で相手を組み止めると太鼓腹を活かして技を封じるのが得意なため、当時の対戦相手だった技能力士は苦戦した。ただし大関時代に鳴門海一行との対戦で足の指を骨折（ただしこの時は勝利して休場もしていない）して以来、苦手意識から3連敗した。

## エピソード
- 1951年1月場所後に大関昇進が決定した時、自分が昇進するとは夢にも思っておらず、友人の見送りにやって来た東京駅の場内放送で「大相撲の鏡里さん、大関昇進が決定しましたので至急部屋へお戻りください」と呼び出され、慌てて時津風部屋に引き返した。部屋に戻ると伝達の使者は本人不在のまま部屋の女将さんが受けて既に帰ってしまっていた。翌日の新聞には同時昇進した吉葉山の写真が大きく掲載され、横にベタ記事で「鏡里も」と書かれていた。主役の鏡里本人が不在だったので記者はみな吉葉山の方へ行ってしまった結果だった[16]。
- 1956年1月場所で優勝した際、優勝決定戦の相手が同門の弟弟子でかつて自身の付き人を務めた鶴ヶ嶺昭男であったことから、「優勝は半分ずつだ」と鶴ヶ嶺を優勝パレードの旗手に指名、さらに1晩限りで鶴ヶ嶺に優勝旗を貸し出して自らの居室に飾ることを許可した。
- 1956年の時点では、世論が体罰に対して厳しいので「無理偏に拳骨」は通用しないと意見を述べていた。また、戦中戦後と異なり弟子が多い一方で朝が遅いので、稽古する時間があまりないと話していた[17]。
- 大のマスコミ嫌いで、現役最後の場所に殺到したことでますます顕著になったという[14][2]。前述のようにマスコミを一言で追い返したのは最大の特徴で、引退の理由には引際を重視するように指導されたこともあったと思われる。後に協会理事を務めたがマスコミ嫌いは相変わらずで、理事会でも介入しそうな議題には徹底して反対、さらには自ら「マスコミは嫌いだ」と発言していた。引退した場所で食い下がった記者が退職後に、再就職した団体からの寄付要請を持って相撲協会を訪れた際、鏡里の猛反対で破談となったこともある。
- 朴訥な人柄を反映してか方言が強く、インタビュアーは鏡里の言葉を聴き取るのに苦労したと伝えられる。
- 孫弟子の敷島は入門前に自身と会った際に「あんな怖そうな大人は初めて見た」と思っていたという。
- 2019年10月25日、師匠の双葉山の郷土である宇佐市に自身のゆかりの品4点が自身の親戚によって寄贈された[18]。

## 主な成績

### 通算成績
- 通算成績：415勝189敗28休 勝率.687
- 幕内成績：360勝163敗28休 勝率.688
- 大関成績：70勝20敗 勝率.778
- 横綱成績：199勝88敗28休 勝率.693
- 通算在位：50場所
- 幕内在位：38場所
- 横綱在位：21場所
- 大関在位：6場所
- 三役在位：4場所（関脇4場所、小結なし）

### 各段優勝
- 幕内最高優勝：4回（1953年1月場所、1955年9月場所、1956年1月場所・9月場所）
- 三段目優勝：1回（1943年1月場所）
- 序二段優勝：1回（1942年1月場所）

### 三賞・金星
- 三賞：2回
  - 殊勲賞：1回（1949年9月場所）
  - 敢闘賞：1回（1949年9月場所）
- 金星：2個（前田山英五郎1個、東富士欽壹1個）

### 場所別成績
|                     | 春場所                  | 夏場所                | 秋場所                |
| ------------------- | ----------------------- | --------------------- | --------------------- |
| 1941年 （昭和16年） | （前相撲）              | 西序ノ口14枚目 5–3    | x                     |
| 1942年 （昭和17年） | 東序二段60枚目 優勝 8–0 | 東三段目14枚目 5–3    | x                     |
| 1943年 （昭和18年） | 西三段目筆頭 優勝 8–0   | 東幕下13枚目 3–5      | x                     |
| 1944年 （昭和19年） | 西幕下18枚目 5–3        | 西幕下3枚目 3–2       | 西幕下筆頭 – 兵役     |
| 1945年 （昭和20年） | x                       | 幕下 3–2              | 西十両11枚目 7–3      |
| 1946年 （昭和21年） | x                       | 国技館修理 のため中止 | 西十両3枚目 8–5       |
| 1947年 （昭和22年） | x                       | 東前頭14枚目 7–3      | 東前頭8枚目 5–6       |
| 1948年 （昭和23年） | x                       | 東前頭10枚目 6–5      | 東前頭9枚目 6–5       |
| 1949年 （昭和24年） | 西前頭7枚目 8–5         | 東前頭4枚目 8–7       | 東前頭筆頭 12–3 殊敢★ |
| 1950年 （昭和25年） | 東関脇 11–4             | 東関脇 9–6            | 東関脇 8–7            |
| 1951年 （昭和26年） | 西関脇 11–4             | 西張出大関 10–5       | 西大関 12–3           |
| 1952年 （昭和27年） | 東大関 11–4             | 西大関 11–4           | 東大関 12–3           |

| | 一月場所 初場所（東京） | 三月場所 春場所（大阪） | 五月場所 夏場所（東京） | 七月場所 名古屋場所（愛知） | 九月場所 秋場所（東京） | 十一月場所 九州場所（福岡） |
| --- | ----------------------- | ----------------------- | ----------------------- | --------------------------- | ----------------------- | --------------------------- |
| 1953年 （昭和28年） | 東大関 14–1             | 西横綱 10–5             | 西横綱 12–3             | x                           | 東横綱 9–6              | x                           |
| 1954年 （昭和29年） | 東張出横綱 13–2         | 東横綱 10–5             | 東横綱 11–4             | x                           | 西横綱 9–6              | x                           |
| 1955年 （昭和30年） | 東張出横綱 10–5         | 西横綱2 4–5–6           | 東張出横綱 11–4         | x                           | 西横綱 14–1             | x                           |
| 1956年 （昭和31年） | 東横綱 14–1             | 東横綱 8–7              | 東張出横綱 9–6          | x                           | 西横綱 14–1             | x                           |
| 1957年 （昭和32年） | 東横綱 3–5–7            | 西張出横綱 11–4         | 西横綱 10–5             | x                           | 西横綱 8–7              | 西横綱 休場 0–0–15          |
| 1958年 （昭和33年） | 東張出横綱 引退 9–6–0   | x                       | x                       | x                           | x                       | x                           |
| 各欄の数字は、「勝ち-負け-休場」を示す。 優勝 引退 休場 十両 幕下 三賞：敢=敢闘賞、殊=殊勲賞、技=技能賞 その他：★=金星 番付階級：幕内 - 十両 - 幕下 - 三段目 - 序二段 - 序ノ口 幕内序列：横綱 - 大関 - 関脇 - 小結 - 前頭（「#数字」は各位内の序列） |                         |                         |                         |                             |                         |                             |

### 幕内対戦成績
| 力士名 | 勝数 | 負数 | 力士名     | 勝数  | 負数 | 力士名         | 勝数 | 負数 | 力士名   | 勝数  | 負数 |
| ------ | ---- | ---- | ---------- | ----- | ---- | -------------- | ---- | ---- | -------- | ----- | ---- |
| 明瀬川 | 0    | 1    | 朝汐(米川) | 15    | 7    | 東富士         | 4    | 10   | 荒岩     | 3     | 2    |
| 五ツ海 | 3    | 3    | 岩風       | 2     | 0    | 因州山         | 1    | 0    | 大熊     | 2     | 2    |
| 大起   | 11   | 2(1) | 大ノ海     | 3     | 0    | 大晃           | 3    | 1    | 大蛇潟   | 3     | 1    |
| 海山   | 3    | 1    | 神風       | 0     | 4    | 神錦           | 1    | 0    | 九ヶ錦   | 1     | 0    |
| 九州錦 | 1    | 1    | 国登       | 9     | 3    | 高津山         | 6    | 0    | 琴ヶ濱   | 15    | 3    |
| 琴錦   | 8    | 1    | 佐賀ノ花   | 7     | 1    | 相模川         | 1    | 0    | 櫻錦     | 2     | 1    |
| 汐ノ海 | 3    | 3    | 信夫山     | 9     | 5(1) | 嶋錦           | 4    | 0    | 清水川   | 16(1) | 3    |
| 鯱ノ里 | 1    | 0    | 信州山     | 1     | 0    | 玉乃海         | 13   | 1    | 千代の山 | 15    | 8    |
| 常ノ山 | 1    | 1    | 鶴ヶ嶺     | 0*    | 0    | 照國           | 0    | 7    | 輝昇     | 5     | 1    |
| 出羽錦 | 26   | 4    | 出羽湊     | 4     | 0    | 十勝岩         | 0    | 1    | 栃錦     | 16    | 14   |
| 栃光   | 6    | 1    | 鳴門海     | 7     | 4    | 成山           | 9    | 2    | 羽嶋山   | 15    | 3    |
| 備州山 | 7    | 3    | 広瀬川     | 4     | 1    | 房錦           | 0    | 1    | 藤田山   | 1     | 1    |
| 二瀬山 | 4    | 2    | 前田山     | 1     | 1    | 前ノ山(醍醐山) | 2    | 0    | 増位山   | 2     | 1    |
| 松登   | 11   | 9    | 三根山     | 18(1) | 8    | 宮錦           | 2    | 1    | 陸奥ノ里 | 0     | 3    |
| 八方山 | 5    | 2    | 吉葉山     | 10    | 11   | 力道山         | 1    | 2    | 若潮     | 1     | 0    |
| 若瀬川 | 15   | 5    | 若乃花     | 15(1) | 9    | 若前田         | 6    | 1    |          |       |      |

- 他に優勝決定戦で鶴ヶ嶺に1勝がある。

## 伝記
- 鏡里喜代治「鏡里一代 自慢で抱えた太鼓腹」 - ベースボール・マガジン社 ISBN 4583035411